# ひやま信彦の早起きお楽しみ劇場
ひやま信彦の早起きお楽しみ劇場（ひやまのぶひこのはやおきおたのしみげきじょう）は、かつてニッポン放送の平日朝の時間帯で放送されていたラジオ番組。パーソナリティは当時ニッポン放送のアナウンサーひやま信彦。放送期間は1978年4月3日から1981年4月3日まで。

## 放送時間
- 毎週月曜日 - 金曜日　5:00 - 6:00

## 出演者
- パーソナリティ:ひやま信彦

## 概要
当番組は1976年3月29日にスタートした『ひやま信彦の早起きもいちど劇場』の後継番組であり、番組終了後は1981年4月6日から同じ時間枠で『ひやま信彦の早起きお楽しみワイド昔はよかった』が新たにスタートし、引き続きひやま信彦（本名は檜山信彦）がパーソナリティを担当した。
なお、1978年途中から1979年にかけて、番組のパーソナリティが月曜日・火曜日は村上正行（ニッポン放送アナウンサー）、水曜日から金曜日はひやま信彦が担当していた時期があった。

## 内包番組
（）
- ニュース・天気予報
- お笑い演芸館
- 朝のゴールデン歌謡大全集